# Премія Гільдії кіноакторів США (2013)
19-а церемонія вручення премії Гільдії кіноакторів США за заслуги у галузі кінематографу та телебачення за 2012 рік відбулася 27 січня 2013 року у виставковому центрі Shrine у Лос-Анджелесі, штат Каліфорнія.
Номінанти було оголошено 12 грудня 2012 року. Почесного призу за життєві досягнення удостоєний американський актор Дік Ван Дайк.

## Лауреати та номінанти
Тут наведено повний список лауреатів та номінантів премії.

### Кінематограф
| Лауреати виділені окремим кольором. |

#### Найкраща чоловіча роль
| Лауреат                       | Номінанти |
| ----------------------------- | --- |
| - Деніел Дей-Льюїс «Лінкольн» | - Джон Гокс «Сурогат» - Дензел Вашингтон «Екіпаж» - Бредлі Купер «Збірка промінців надії» - Х'ю Джекмен «Знедолені» |

#### Найкраща жіноча роль
| Лауреат                                      | Номінанти |
| -------------------------------------------- | --- |
| - Дженніфер Лоуренс «Збірка промінців надії» | - Гелен Міррен «Гічкок» - Джессіка Честейн «Мета номер один» - Наомі Воттс «Неможливе» - Маріон Котіяр «Іржа та кістка» |

#### Найкраща чоловіча роль другого плану
| Лауреат                     | Номінанти |
| --------------------------- | --- |
| - Томмі Лі Джонс «Лінкольн» | - Хав'єр Бардем «007: Координати «Скайфолл» - Роберт де Ніро «Збірка промінців надії» - Філіп Сеймур Гоффман «Майстер» - Алан Аркін «Арго» |

#### Найкраща жіноча роль другого плану
| Лауреат                   | Номінанти |
| ------------------------- | --- |
| - Енн Гетевей «Знедолені» | - Саллі Філд«Лінкольн»Саллі Філд · «Лінкольн» - Ніколь Кідман · «Газетяр» - Меггі Сміт · «Готель «Меріголд». Найкращий з екзотичних» - Гелен Гант · «Сурогат |

#### Найкращий акторський склад у ігровому кіно
| Лауреат та номінанти                          |
| --------------------------------------------- |
| •«Арго»                                       |
| • «Готель «Меріголд». найкращий з екзотичних» |
| • «Знедолені»                                 |
| • «Лінкольн»                                  |
| • «Мій хлопець — псих»                        |

#### Найкращий каскадерський ансамбль в ігровому кіно
| Номінанти                             |
| ------------------------------------- |
| •«007: Координати "Скайфолл"»         |
| • «Еволюція Борна»                    |
| • «Новий Людина-павук»                |
| • «Знедолені»                         |
| • «Темний лицар: Відродження легенди» |

### Телебачення

#### Найкраща чоловіча роль у телефільмі або мінісеріалі
| Лауреат                             | Номінанти |
| ----------------------------------- | --- |
| - Кевін Костнер «Хетфілд та Маккоя» | - Клайв Овен «Хемінгуей та Геллхорн» - Ед Гарріс «Гра змінилася» - Вуді Харрельсон «Гра змінилася» - Білл Пекстон «Хетфілд та Маккоя» |

#### Найкраща жіноча роль у телефільмі або мінісеріалі
| Лауреат                        | Номінанти |
| ------------------------------ | --- |
| - Джуліанн Мур «Гра змінилася» | - Сігурні Вівер«Політичні тварини»Сігурні Вівер · «Політичні тварини» - Ніколь Кідман · «Хемінгуей та Геллхорн» - Елфрі Вудард · «Сталеві магнолії» - Шарлотта Ремплінг · «Невгамовна» |

#### Найкраща чоловіча роль у драматичному серіалі
| Лауреат                          | Номінанти |
| -------------------------------- | --- |
| - Браян Кренстон «Під всі тяжкі» | - Стів Бушемі «Підпільна імперія» - Джефф Деніелс «Новини» - Джон Хемм «Божевільні» - Деміен Льюїс «Чужий серед своїх» |

#### Найкраща жіноча роль у драматичному серіалі
| Лауреат                          | Номінанти |
| -------------------------------- | --- |
| - Клер Дейнс «Чужий серед своїх» | - Мішель Докер «Абатство Даунтон» - Меггі Сміт «Абатство Даунтон» - Джессіка Ленг «Американська історія жахів» - Джуліанна Маргуліс «Гарна дружина» |

#### Найкраща чоловіча роль у комедійному серіалі
| Лауреат                    | Номінанти |
| -------------------------- | --- |
| - Алек Болдвін «Студія 30» | - Тань Баррелл «Американська сімейка» - Ерік Стоунстріт «Американська сімейка» - Луї Сі Кей «Луї» - Джим Парсонс «Теорія великого вибуху» |

#### Найкраща жіноча роль у комедійному серіалі
| Лауреат                | Номінанти |
| ---------------------- | --- |
| - Тіна Фей «Студія 30» | - Еді Фалко «Сестра Джекі» - Емі Полер «Парки та зони відпочинку» - Софія Вергара «Американська сімейка» - Бетті Вайт «Красуні в Клівленді» |

#### Найкращий акторський склад у драматичному серіалі
| Лауреат та номінанти  |
| --------------------- |
| • «Абатство Даунтон»  |
| • «Підпільна імперія» |
| • «Чужий серед своїх» |
| • «Божевільні»        |
| • «Пуститися берега»  |

#### Найкращий акторський склад у комедійному серіалі
| Лауреат та номінанти       |
| -------------------------- |
| •«Американська сімейка»    |
| • «Студія 30»              |
| • «Теорія великого вибуху» |
| • «Хор»                    |
| • «Сестра Джекі»           |
| • «Офіс»                   |

#### Найкращий каскадерський ансамбль у телесеріалах
| Лауреат та номінанти  |
| --------------------- |
| •«Гра престолів»      |
| • «Чужий серед своїх» |
| • «Пуститися берега»  |
| • «Сини анархії»      |
| • «Ходячі мерці»      |
| • «Підпільна імперія» |

## Премія Гільдії кіноакторів США за внесок у кінематограф
| Лауреат        |
| -------------- |
| - Дік Ван Дайк |